# Trolls (film)
Trolls is een Amerikaanse komische muzikale computeranimatiefilm uit 2016, geregisseerd door Mike Mitchell en Walt Dohrn. De film over trolpoppetjes werd geproduceerd door DreamWorks Animation en gedistribueerd door 20th Century Fox. De film ging in première op 8 oktober 2016 op het filmfestival van Londen.

## Verhaal
De optimistische Prinses Poppy (in de film een troll genoemd, maar in feite een klein vrolijk wezentje met lang haar) moet samen met de sombere Knoest (origineel: Branch) hun vertrouwde omgeving verlaten, omdat de Bergens hun vrienden hebben meegenomen en zij moeten ze redden. De Bergens zijn grote sombere wezens die alleen blij zijn als hun maag gevuld is met de kleine vrolijke wezentjes, een soort Trollen, dus. Poppy en Knoest belanden in een avontuur waarbij hun leven en dat van hun volkje op het spel staat.
Hoewel de kleine vrolijke wezentjes in de film trollen worden genoemd, zijn ze dat niet. Hun vijanden, de Bergens, lijken meer op trollen: lelijke, meestal grote, zelden vriendelijke en vaak wat dommige en mensetende wezens.
De kleine wezentjes zijn gebaseerd op het Trollenpoppetje welke in de jaren 90 van de 20e eeuw erg populair was. 

## Stemverdeling

### Originele stemmen
- Anna Kendrick als Poppy
- Justin Timberlake als Branch
- Zooey Deschanel als Bridget
- Gwen Stefani als DJ Suki
- Christopher Mintz-Plasse als Prince Gristle
- Christine Baranski als Chef
- Jeffrey Tambor als King Peppy
- James Corden als Biggie
- Kunal Nayyar als Guy Diamond
- John Cleese als King Gristle
- Quvenzhané Wallis als Harper
- Russell Brand als Creek
- Ron Funches als Cooper
- Meg DeAngelis als Moxie
- Walt Dohrn als Cloud Guy / Smidge / Fuzzbert
- GloZell Green als Grandma Rosiepuff
- Caroline Hjelt als Fashionista
- Aino Jawo als Fashionista

### Nederlandse stemmen
- Sharon Doorson als Poppy[2] & Baby Poppy
- Waylon als Knoest (Branch)
- Eva van der Gucht als Bridget
- Jürgen Theuns als Koning Gristle & Prins Gristle
- Hymke de Vries als Chef
- Levi van Kempen als Creek
- Tara Hetharia als DJ Suki
- Marcel Jonker als Koning Gristle Sr.
- Jimmy Lange als Biggle
- Frans Limburg als Koning Peppy
- Rogier Komproe als Cooper
- Sarah Nauta als Satijn, Koekie Suikerbrood
- Julia Nauta als Chanelle, Maxie Dauwdruppel & Mandy Glitterstof
- Stephan Holwerda als Guy Diamond
- Marlayne Sahupala als Harper & Oma Rosiepuf
- Huub Dikstaal als Smidge & Darius
- Just Meijer als Bibbly
- Dennis Willekens als Aspen Heitz & Wolkie
- Jelle Amersfoort als Todd & Kap'tein Sterfonkel
- Ruben van der Meer als Wolkie
- Tydo Korver als Jonge Knoest
- Thijs van Aken als Meneer Dinkles
- Niek de Jong als Walla
- Edna Kalb als Walla
- Fred Meijer als Walla
- Rutger Le Poole als Walla
- Madelief van Aken als Trol kind
- Olivier Banga als Trol kind
- Noah Komproe als Trol kind
- Alfie Komproe als Trol kind
- Bobbi Nelis als Trol kind
- Jason Runggatscher als Trol kind
- Loïs Schoolmeesters als Trol kind
- Sara van de Wetering als Trol kind

### Vlaamse Stemmen
- Laura Tesoro als Poppy
- Jonas Vermeulen als Knoest
- Umesh Vangaver als Biggie
- Showbizz Bart als Guy Diamant
- Halve Neuro als Cooper
- Bartel Van Riet als Creek
- Thomas Van Goethem als Koning Gristle, Jr.
- Anke Helsen als Kokkin
- Koen De Graeve als Koning Peppy
- Peter Rouffaer als Koning Gristle
- Sven De Ridder als Woken Guy
- Tuur Verhelst als Jonge Knoest
- Leki als koningin Funk

## Achtergrond

### Muziek
Op 7 december 2015 werd door Film Music Reporter aangekondigd dat de originele filmmuziek zal worden gecomponeerd door Christophe Beck. De liedjes uit de film werden gezongen door de cast. De singer-songwriter Justin Timberlake die zijn stem heeft verleend in de film schreef speciaal voor de film het nummer "Can't Stop the Feeling!" dat al op 6 mei 2016 op single werd uitgebracht. Aan het officiële soundtrackalbum hebben ook Gwen Stefani en Ariana Grande een bijdragen geleverd.

### Ontvangst
De film werd positief ontvangen op Rotten Tomatoes waar het 76% goede reviews ontving, gebaseerd op 162 beoordelingen. Op Metacritic kreeg de film een metascore van 55/100, gebaseerd op 32 critici. De film ontving 3 sterren van de Volkskrant.